# История проституции

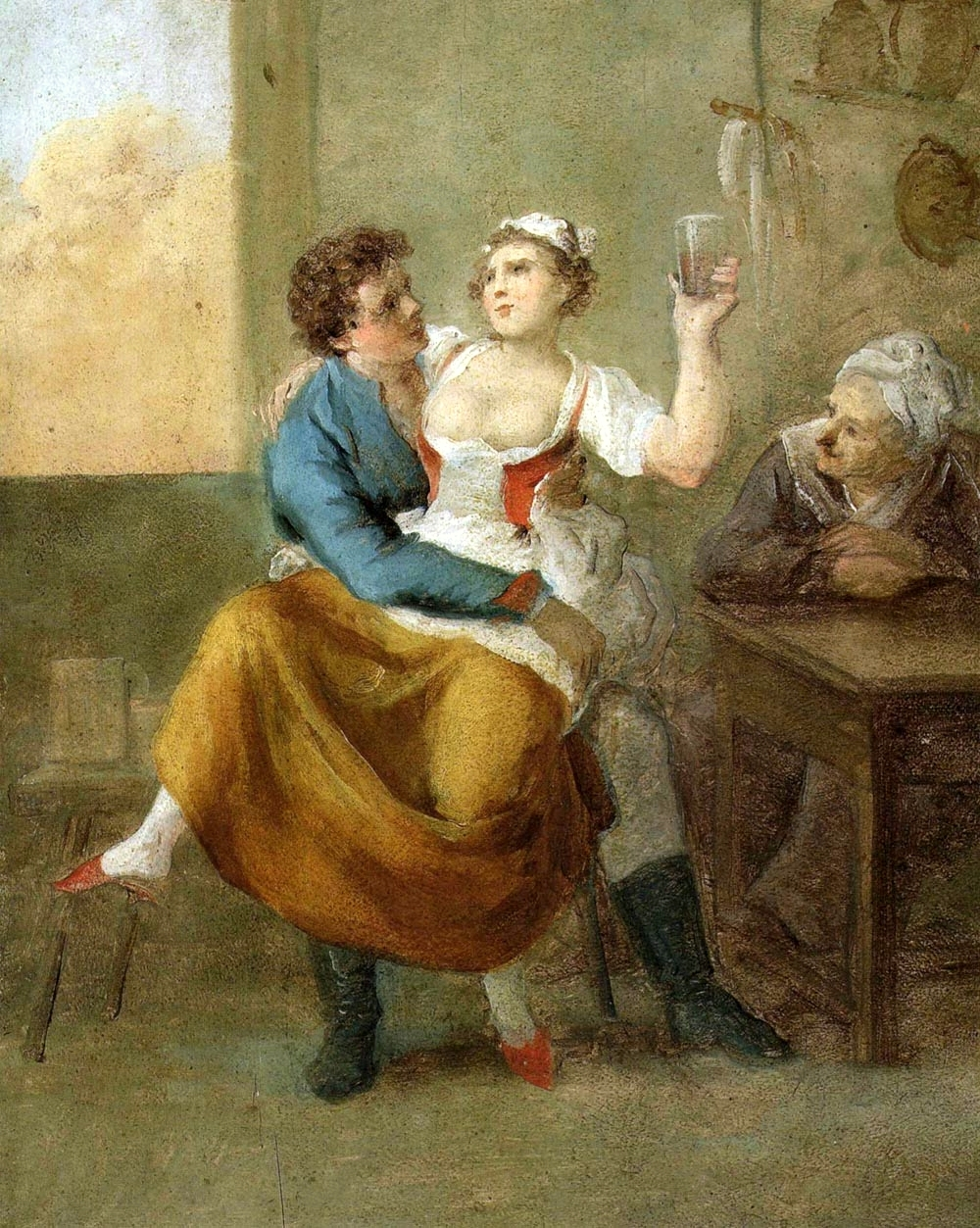
Орловский А. О. «Домашняя сценка». 1794 г.

Проституция существовала во всех обществах, о чём свидетельствуют дошедшие до нас письменные доказательства. Хотя проституцию часто называют древнейшей профессией, по мнению исследователей, это всего лишь фигура речи. Считается, что проституцией является практика занятия сравнительно неразборчивой сексуальной активностью с лицами, которые не являются мужем, женой, другом, подругой, в обмен на оплату деньгами или другими ценностями. Проститутками могут быть женщины или мужчины. Проституция может иметь гетеросексуальный или гомосексуальный характер, однако исторически сложилось так, что в большинстве случаев проститутками являлись женщины, а их клиентами были мужчины.

## Древний мир

### Шумер и Вавилон
Существование проституток в древних цивилизациях Месопотамии впервые документально подтверждается в Кодексе Хаммурапи, датирующимся XVIII в. до н. э., где на основе законов защищаются имущественные права женщин, включая женщин-проституток. Хотя ряд исследователей ранее считал, что гостеприимная и ритуальная проституция являлись более ранними формами проституции, в Шумере (и других древних культурах) существовали правовые и четкие различия между обычной проституткой и «надиту» (иеродулой — храмовой проституткой), репутация которой охранялась тем же законом, который защищал доброе имя замужних женщин, при этом Кодекс Хаммурапи защищал имущественные права «надиту», которая в Кодексе называется «сестрой бога» или «посвященной женщиной». Кодекс Хаммурапи показывает, что существовали различные категории «надиту», для обозначения которых использовались различные названия.

### Блудницы в Библии
Хотя проституция была запрещена согласно иудейским законам, она была распространенным явлением в древнем Израиле. Упоминания о проститутках («блудницах») встречается в Ветхом Завете — блудница Раав из Иерихона II тыс. до н. э. (Нав. 6:16).

### Античность

#### Древняя Греция
Первым, кто ввёл налог на занятия проституцией, был афинский законодатель Солон (между 640—635 — около 559 г. до н. э.). При нём же возникли бордели («диктерионы») с контингентом главным образом из рабынь, стоявших нагими у входа для завлечения клиентов. Античные бордели располагались на окраине города, в пустынных и отдалённых местах, у рынка, гавани. Основными клиентами таких борделей были купцы, моряки и неженатые молодые люди. Проституцией занимались и женщины (особенно рабыни) «смежных» профессий, например танцовщицы; были также мужчины-проститутки и мужские бордели. Высший слой проституток — гетеры (буквально «подружки»). Некоторые из них прославились выдающимся умом и красотой и отношениями со знаменитыми деятелями. В их числе была и знаменитая Аспасия, гетера и содержательница публичного дома в Милете, ставшая женой Перикла и превратившая его дом в интеллектуальный центр тогдашних Афин. Низший слой проституток — «поллаки», главным образом рабыни; им запрещалось появляться в других местах Афин, кроме отведенных для борделей.

#### Древний Рим
Петроний описывает характерные внешние признаки римского публичного дома (lupanar): «я увидел какие-то надписи и голых потаскушек (prostitutae), пугливо разгуливающих под ними». Внутри римский «лупанар» был разделён на тесные каморки, где обнажённые проститутки принимали клиентов. Такие лупанары, с покрывавшими их стены непристойными надписями (в духе современных надписей в общественных туалетах) были найдены в Помпеях. Римская женщина, желавшая заниматься проституцией, должна была явиться к магистратам и заявить об этом, после чего она вносилась в списки проституток и ей выдавалась licentia stupri (буквально «разрешение блуда, от stuprum, а не от stupor»), причем она лишалась правовой и имущественной дееспособности: не могла без разрешения опекуна распоряжаться своим имуществом, завещать, дарить и т. п., свидетельствовать в суде — словом, находилась на положении умственно неполноценной. Проститутки должны были носить жёлтую одежду и красную обувь и не имели права носить украшения (они носили их в ларцах, если хотели надевать дома). Во времена империи разврат дошёл до того, что за «licentia stupri» стали обращаться дочери сенаторов и всадников, и император Тиберий издал особый эдикт, которым запрещал дочерям всадников заниматься проституцией. Согласно ходившим в Риме в 40-е гг. н. э. слухам, жена императора Клавдия, Мессалина, в погоне за острыми ощущениями по ночам «работала» в лупанаре под именем Лициски.

## Средневековье
С установлением христианства проституция не исчезла. Блаженный Августин говорил: «устрани блудниц, и город придёт в смятение». Культивировался образ раскаявшихся проституток, таких как Таисия Фиваидская и Мария Египетская. Бордели располагались на специально отведённых для них улицах и имели отличительные эмблемы и приметы: пёструю решетку на окнах, изображения цветов и животных на стенах или на двери, красный фонарь над дверью. Проститутка также носила отличительные знаки. Проституткой не могла стать беременная, больная, замужняя или слишком юная особа. Духовным лицам и женатым мужчинам запрещалось посещать бордели.
Появившийся в Европе в конце XV века сифилис, предположительно занесённый из Нового Света экспедициями Колумба, стал ударом для всего института проституции. Публичные дома превратились в очаги эпидемии.

## Новое время

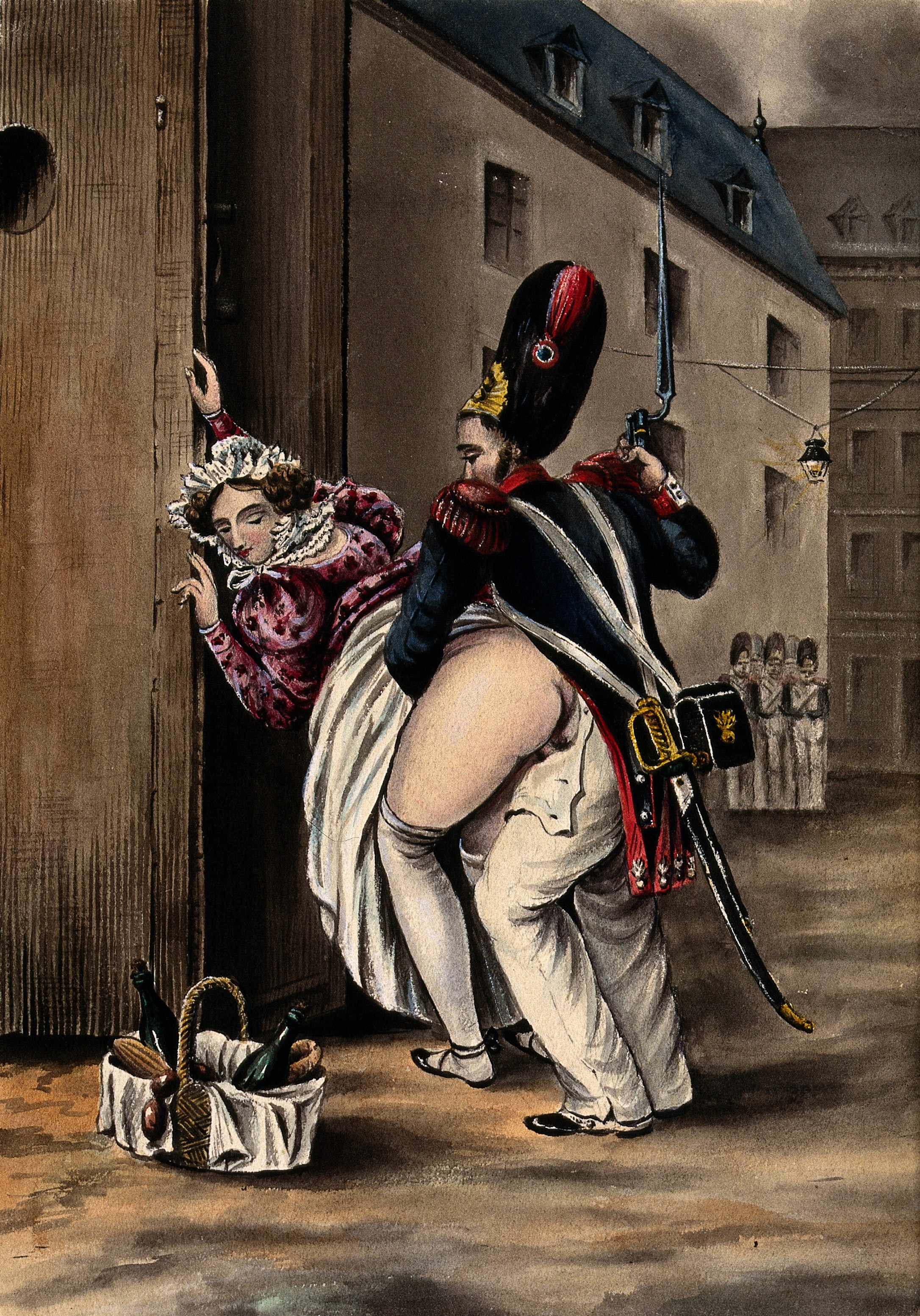
Гренадер «Великой армии» и маркитантка. Акварель XIX века

В связи с этим с XVIII века проституток регистрировали, заносили в списки и устанавливали за ними полицейско-врачебный надзор. Нередко правительства пытались бороться с проституцией как явлением, полностью запрещая её и подвергая проституток строгим наказаниям (как например Мария-Терезия в Австрии), но результата это не давало.
Однако именно в Новое время проституция расцветает, поскольку слабеет аскетическая христианская мораль, начинаются Великие географические открытия, поэтому появляется необходимость в портовых проститутках для обслуживания моряков. С появлением наёмной армии появились проститутки, специализирующиеся на обслуживании солдат. Как правило, они маскировались под маркитанток.
У разных народов существовали обычаи и ритуалы гостеприимной проституции, однако с развитием цивилизации этот обычай сблизился с коммерческой проституцией. Так, в XIX веке мужчины северных народностей Российской империи, отдавая внаём квартиру, часто предлагали жильцу также супругу или дочь, что повышало квартирную плату; на бойких трактах Сибири, особенно на путях возвращения рабочих с золотых приисков, хозяева предлагали жен и дочерей всякому ночлежнику. Вместе с тем, «в брачно-семейных отношениях, то под влиянием русских и в связи с принятием христианства у алеутов к 1820 — 1840-м годам в основном исчезли отработка за жену и калым, многоженство и так называемая гостеприимная проституция».

## Новейшее время
К середине XX века сложилось традиционное представление о проституции как социальном зле, а проститутки традиционно рассматриваются как социальные отбросы, сексуальные рабыни, жертвы сутенеров и наркомании, марионетки в руках организованной преступности. Начиная с 80-х г.г. XX века с ростом феминистического движения и возникновением общественных организаций, защищающих права секс-работниц, появляется новый взгляд на проституцию как на работу или оплачиваемую услугу, которую следует узаконить. В настоящее время отношение общества к проституции формируется из противоборства или объединения этих двух подходов. Так, в США первый взгляд на проституцию поддерживается организацией «WHISPER» (Women Hurt in Systems of Prostitution Engaged in Revolt), а второй — «COYOTE» (Call Off Your Old Tired Ethics), которая также действует в США.

## Доисторические и биологические основы проституции
Существует обоснованное публикациями в научных журналах мнение, что предоставление секса на корыстной основе, особенно схема отношений полов «секс в обмен за продовольствие» существовала если не всегда, то возникла задолго до появления самого человеческого вида.
Эта форма отношений естественна для людей уже на протяжении более четырёх миллионов лет, задолго до появления человека разумного. Следует подчеркнуть, что при такой схеме отношений полов самец помогает только той самке, с которой имеет секс. Речь не идёт о совместной заботе о потомстве, так как дети, вне зависимости от отцовства, получают пропитание только от матери и мало интересуют своих отцов. Доказывается, что переход к такой схеме отношений оказал важное положительное влияние на развитие человеческого вида, и более того, является одним из необходимых этапов развития гоминид, определяющих превосходство предков человека над другими человекообразными обезьянами. В 2009 году появились новые археологические данные, косвенно подтверждающие эту теорию. Построению модели древнего человеческого общества на основе новых данных посвящена статья американского антрополога Оуэна Лавджой (C. Owen Lovejoy), опубликованная в престижном научном журнале Science. Исследователь делает парадоксальный на первый взгляд вывод: лишь с повсеместным принятием отношений «секс за еду» начали формироваться устойчивые связи по образу постоянный клиент — проститутка между самцами и самками, что в дальнейшем привело к переходу к моногамии, свойственной человеческому виду. Другими словами, регулярный секс на корыстных условиях заменил беспорядочные половые связи прошлого. В статье также говорится, что переход схемы отношений от «самка выбирает сильного» (что свойственно гориллам и шимпанзе) к «самка предоставляет секс в обмен за еду» предположительно позволил свести к минимуму конфликты самцов внутри человеческой стаи, а также столкновения между стаями. Снижение степени агрессивности самцов позволило перейти к коллективной охоте и послужило толчком к дальнейшему развитию человеческого вида. Эта работа высоко оценена редакцией Science. По мнению журнала, статья Оуэна Лавджой и серия других работ схожей направленности являются научным прорывом  2009 года.